# إعصار هنري
إعصار هنري (بالإنجليزية: Hurricane Henri) هو إعصار استوائي ضرب شمال شرق الولايات المتحدة. وثالث إعصار في موسم أعاصير الأطلسي عام 2021، تطور هنري من منخفض جوي في شمال شرق برمودا ، ليصبح منخفضًا استوائيًا في 16 أغسطس.
وبعد حوالى يوم، اشتدت قوته ليصبح الإعصار الاستوائي هنري. واصل هنري التحرك جنوبًا، ثم جنوب الغرب قبل أن يشتد باطراد ليصل إلى ذروته الأولية برياح سرعتها 70 ميل/س (110 كم/س). وضغط 994 مـم.بار (29.4 inHg) في وقت مبكر من 19 أغسطس.
وبعد فترة وجيزة، أضعفت ريح القص هنري، ثم في 21 أغسطس، اشتد هنري ليصبح إعصارًا من الدرجة 1، قبل أن يضعف مرة أخرى ويصل إلى اليابسة في ويسترلي، رود آيلاند.
في 22 أغسطس، ليكون ثاني إعصار استوائي يصل إلى اليابسة في ولاية رود آيلاند الأمريكية خلال الموسم، بعد 7 أسابيع من إعصار إلزا، واستمر في التحرك نحو الغرب والشمال الغربي، ليضعف إلى منخفض استوائي بينما تباطأ لاحقًا في ذلك اليوم.
في 23 أغسطس، تحول هنري إلى بقايا منخفض فوق نيو إنجلاند، قبل أن يتبدد في اليوم التالي فوق المحيط الأطلسي.
ورغم شدتها الضعيفة نسبيا، إلا أنه جلب أمطارا غزيرة على شمال شرق الولايات المتحدة ونيو إنجلاند، مما تسبب في فيضانات واسعة النطاق في العديد من المناطق، بما في ذلك مدن مثل نيويورك وبوسطن. أصبحت انقطاعات الكهرباء واسعة النطاق في المنطقة. بعد مرور إعصار هنري، أرسلت العديد من أطقم الإغاثة والإنقاذ من مختلف أنحاء الولايات المتحدة.
تسببت العاصفة في أضرار مما كان متوقعًا، بسبب وصول هنري إلي اليابسة وضعف سرعته مقارنة بما كان متوقعا. وتسبب في مقتل شخصين، وأضرار تقدر بحوالى 700 مليون دولار.

## التاريخ
في نهاية يوم 11 أغسطس وبداية يوم 12 أغسطس، ظهرت مجموعة من العواصف الرعدية المرتبطة باضطراب متوسط المستوى أمام سواحل إقليم الأطلسي الأوسط بالولايات المتحدة. ونتج عنه حوض ضعيف سطحي في 14 أغسطس، والتي تطورت في نهاية ذلك اليوم إلى منخفض جوي سطحي تبعد حوالي 200 nmi (230 ميل؛ 370 كـم) شمال شرق برمودا.
في نفس اليوم، صنف المركز الوطني للأعاصير المنطقة كمنطقة محتملة لتكون الأعاصير المدارية ، حيث انجرف المنخفض جنوبًا. أصبحت العواصف الرعدية أكثر تنظيماً في 15 أغسطس.
في بداية يوم 16 أغسطس، صنفه المركز الوطني للأعاصير على أنه المنخفض الاستوائي الثامن، بينما كان يقع على بعد حوالي 135 ميل (217 كـم) شرق شمال شرق برمودا.
قابلت درجات حرارة سطح البحر الدافئة الملائمة لتطور المنخفض بواسطة ريح القص الشمالية. تحرك المنخفض الجوي الناشئ ببطء نحو الجنوب الغربي، مواجهًا مرتفع جوي أمام سواحل شرق الولايات المتحدة. ولاحقًا في نفس اليوم، اشتد المنخفض الجوي ليصبح الإعصار الاستوائي هنري، بعد أن أصبح الحمل الحراري العميق للإعصار أكثر تنظيمًا بالقرب من المركز.
في 17 أغسطس، اتجه هنري غربًا، نحو شرق الولايات المتحدة. وتطور الحمل الحراري إلى أحزمة مطرية منحنية، وكانت عين الإعصار واضحة في العاصفة على رادار برمودا، وكانت لا تزال متأثرة برياح القص. حيث تسبب رياح القص والهواء الجاف في تدهور هيكل الإعصار في 19 أغسطس.
في 20 أغسطس، اتجه هنري نحو الشمال، مدفوعًا بحوض يقترب من جبال الأبالاش ومرتفع شمال شرق الإعصار.
في 21 أغسطس الساعة 15:00 UTC، أصبح هنري إعصارًا من الدرجة الأولى بعد أن اكتشفت طائرات الاستطلاع رياحًا بقوة الإعصار. واحتفظ الإعصار بقوته ليوم آخر، قبل أن يضعف مرة أخرى في 22 أغسطس الساعة 11:00 UTC، عندما اقتربت من جنوب نيو إنجلاند.
في 22 أغسطس الساعة 16:15 UTC، وصل هنري إلى ويسترلي، رود آيلاند، ، مع رياح سرعتها 60 ميل/س (95 كم/س).
في بداية 23 أغسطس، تحول هنري إلى منخفض استوائي، قبل أن يتحول إلى عاصفة ما بعد استوائية. استمرت بقايا هنري ليوم آخر قبل أن تتبدد أمام سواحل نوفا سكوشا.